# Chorizema parviflorum
Chorizema parviflorum är en ärtväxtart som beskrevs av George Bentham. Chorizema parviflorum ingår i släktet Chorizema och familjen ärtväxter. Inga underarter finns listade i Catalogue of Life.